# Shoplifters
Shoplifters (originaltitel: 万引き家族 Manbiki kazoku) är en japansk dramafilm från 2018 i regi av Hirokazu Kore-eda. Den handlar om en kriminell familj med många hemligheter som bortför en ung flicka och gör henne till en ny familjemedlem.
Filmen hade premiär i huvudtävlan vid filmfestivalen i Cannes 2018 och vann Guldpalmen.

## Medverkande
- Lily Franky som Osamu Shibata
- Sakura Ando som Nobuyo Shibata
- Mayu Matsuoka som Aki Shibata
- Kilin Kiki som Hatsue Shibata
- Kairi Jyo som Shota Shibata
- Miyu Sasaki som Juri Hojo